# Listeromyces insignis
Listeromyces insignis är en svampart som beskrevs av Penz. & Sacc. 1902. Listeromyces insignis ingår i släktet Listeromyces, divisionen sporsäcksvampar och riket svampar.   Inga underarter finns listade i Catalogue of Life.